# Тринитарная формула

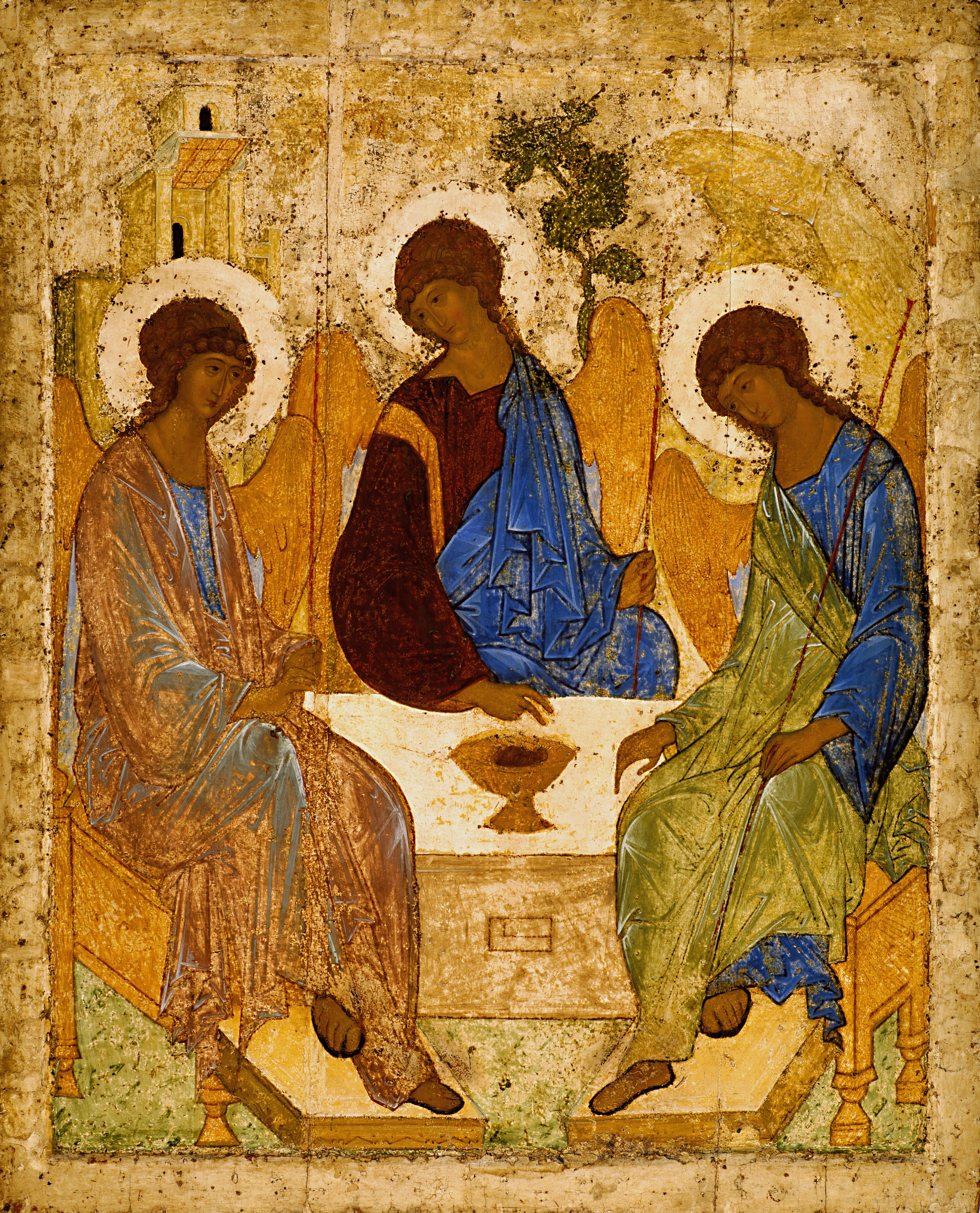
«Троица».
Икона Андрея Рублёва

Тринита́рная фо́рмула (фо́рмула Тро́ицы) — богословская фраза «во имя Отца и Сына и Святого Духа» (на трёх священных языках Церкви — греч. εἰς τὸ ὄνομα τοῦ Πατρὸς καὶ τοῦ Υἱοῦ καὶ τοῦ Ἁγίου Πνεύματος, лат. ĭn nōmine Pătris ĕt Fīliī ĕt Spīritūs Sānctī, сир. ܒܫܡ ܐܒܐ ܘܒܪܐ ܘܪܘܚܐ ܕܩܘܕܫܐ; церк.-слав. во и҆́мѧ ѻ҆ц҃а̀ и҆ сн҃а и҆ ст҃а́гѡ дх҃а) и слова подобного характера, называющие вместе три ипостаси Святой Троицы — Бога Отца, Бога Сына, Святого Духа.
Этот символ веры также называется «креща́льной фо́рмулой», используемой при обряде крещения. А. В. Мень отмечал, что «она, по-видимому, употреблялась в первохристианский период при совершении таинства крещения». Так, в раннехристианском наставлении для желающих креститься написано «что же касается до крещения, то крестите так. Сообщив наперёд всё вышесказанное учение, крестите во имя Отца и Сына и Святого Духа» (Дидахе 7).
Полная тринитарная формула встречается в Новом завете лишь один раз в Евангелии от Матфея: «Научите все народы, крестя их во имя Отца и Сына и Святого Духа» (Мф. 28:19). В то же время А. В. Мень отмечал:
Апостол Павел свидетельствует о существовании тринитарного учения в раннехристианских общинах формулой своего благословения: „Благодать Господа нашего Иисуса Христа, и любовь Бога Отца, и общение Святого Духа со всеми вами“ (2Кор. 13:13). Эта формула, при сохранении изначального монотеизма („Господь один“, 1Кор. 12:5) указывает на антиномический характер тринитарного учения. Важнейшим указанием на это учение являются слова в 1Ин. 5:7−8: „Три свидетельствуют на небе: Отец, Слово и Святой Дух; и Сии три суть едино. И три свидетельствуют на земле: дух, вода и кровь; и сии три об одном“. Хотя приведённые слова находятся только в поздних рукописях (древнейшая из них — IX в., а наиболее ранняя цитация текста относится к IV в.), они приняты в церковный канон как боговдохновенные. Толкования их неоднозначны; но поскольку „дух, вода и кровь“, по-видимому, обозначают тварный мир (быть может, человека), неживую природу и жизнь, то слова послания учат об отражении в земном, тварном бытии Бытия Божественного, Триипостасного.